# Ursula Sieg
Ursula Sieg (* 7. August 1937 in München) ist eine deutsche Schauspielerin und Synchronsprecherin sowie Hörspielsprecherin.

## Leben
Ursula Sieg ist die Tochter des Schauspielers und Regisseurs Max Walter Sieg und der Opernsängerin Else Schürhoff. Im Alter von zwei Jahren zog sie mit ihren Eltern nach Wien, 14-jährig kam sie nach Hamburg. Sieg erhielt ihre Ausbildung zur Schauspielerin bei Eduard Marks und debütierte bereits während dieser Zeit am Jungen Theater, dem späteren Ernst-Deutsch-Theater. Anschließend gastierte sie am Hamburger Thalia Theater sowie an Bühnen in Lübeck und Hannover. 1962 kehrte Sieg an das Junge Theater zurück, wo sie Wolfgang Petersen, mit dem sie von 1970 bis 1978 verheiratet war, kennenlernte.
Ihr Kameradebüt gab Ursula Sieg in dem 1958 unter der Regie von Erich Engels erschienenen Spielfilm Grabenplatz 17 in der Rolle der Margot Quast. Daraufhin war sie in vielen Produktionen der 1960er- und 1970er-Jahre zu sehen, wie etwa in Das Schloss, Ein Sarg für Mr. Holloway, Charleys Tante, Polizeifunk ruft und im Tatort. In Wolfgang Petersens Ich werde dich töten, Wolf konnte sie die Hauptrolle der jungen Frau für sich verbuchen.
Nach weiteren Auftritten in Film und Fernsehen wie etwa in verschiedenen Rollen in Die Schwarzwaldklinik, Diese Drombuschs, Die Peter-Alexander-Show, Natalie – Die Hölle nach dem Babystrich oder Alphateam – Die Lebensretter im OP war sie als Anke Hansen in der Familienserie Die Fischer von Moorhövd zu sehen.
Als Synchronsprecherin wurde sie in der Rolle der von Rue McClanahan gespielten Blanche Devereaux in den Serien Golden Girls und Golden Palace bekannt. Des Weiteren war sie in mehreren Episodenauftritten der Reihen Der Equalizer, King of Queens und Pretender zu hören und in einigen Spielfilmen, zu denen Der Letzte der feurigen Liebhaber, Die einzig wahre Liebe oder Mord im Pfarrhaus gehören.
Sieg ist Kindern vor allem durch die Stimme der Tante Fanny in der Hörspielreihe Fünf Freunde und die der Frau Breitenbach in Bob der Baumeister bekannt. Mehrmals war sie auch in TKKG, Garfield, Ein Fall für das Tiger-Team und Die drei ??? zu hören. Seit 2014 wirkte sie regelmäßig als Tante Marilyn in der von PerMcGraup geschriebenen Miniserie Heim- im Gruselkabinett von Titania Medien mit.
2002 zog sie sich aus der Öffentlichkeit zurück und arbeitet seitdem nur noch als Synchron- und Hörspielsprecherin.

## Filmografie (Auswahl)

### Spielfilme
- 1958: Grabenplatz 17
- 1959: Vater, Mutter und neun Kinder
- 1961: Es ist Heidi
- 1962: Das Schloss
- 1965: Zombies sind überall
- 1968: Lichter der Stadt
- 1969: Ich nicht
- 1971: Ich werde dich töten, Wolf
- 1997: Natalie – Die Hölle nach dem Babystrich
- 2000: Feudelfeuer

### Fernsehen
- 1965: Die fünfte Kolonne – Zwielicht
- 1968: Ein Sarg für Mr. Holloway
- 1968: Polizeifunk ruft – Südfrüchte (als Frauke Rausch)
- 1974: Tatort – Nachtfrost
- 1974: Tatort – Gift
- 1975: Motiv Liebe – Goldener Käfig
- 1976: Ein Fall für Stein – Recherchen zu einem Urteil
- 1980–1982: St. Pauli-Landungsbrücken (Fernsehserie, drei Folgen)
- 1982: Es muss nicht immer Mord sein
- 1982: Die Fischer von Moorhövd
- 1984: Tiere und Menschen
- 1984: Diese Drombuschs – Liebe ist Unvernunft
- 1985: Die Schwarzwaldklinik – Die Heimkehr
- 1987: Der Landarzt – Unterlassene Hilfeleistung
- 1996–1997: Männer sind was Wunderbares
- 1998: Gute Zeiten, schlechte Zeiten
- 1999: Unser Charly
- 2000: Alphateam – Die Lebensretter im OP: Abgründe

### Synchronsprechrollen
Rue McClanahan
- 1985–1992: Golden Girls (als Blanche Devereaux)
- 1993–1994: Golden Palace (als Blanche Devereaux)
- 1998: Columbo: Das Aschenpuzzle (als Verity Chandler)

#### Filme
- 1981: Betsy Palmer in Freitag der 13. – Jason kehrt zurück (als Pamela Voorhees)
- 1988: Valerie Harper in Das Grab am See (als Rachel Yoman)
- 2000: Doris Roberts in Die einzig wahre Liebe (als Lillian)
- 2007: Judi Dench in Elizabeth Gaskell’s Cranford (als Miss Matty Jenkyns)

#### Serien
- 1981–1990: Janet Waldo in Die Schlümpfe (als Hogatha (1. Stimme))
- 2001–2002: Doris von Caeneghem in Dunkle Wasser (als Erna)
- 2008: Linda Bassett in Sinn und Sinnlichkeit (als Mrs. Jennings)

## Hörspiele
- 1981–1983, 1999–2011: Fünf Freunde Folge 12–21, 30–94 (als Tante Fanny)
- 1981: TKKG Folge 4, Das Paket mit dem Totenkopf (als Susanne Carsten)
- 1982: TKKG Folge 8, Auf der Spur der Vogeljäger (Fräulein Obermüller)
- 1982: TKKG Folge 14, Der Schlangenmensch (als Melanie)
- 1982: TKKG Folge 17, Die Doppelgängerin (als Dettl)
- 1982: TKKG Folge 20, Das Geheimnis der chinesischen Vase (als Frau Eichberg)
- 1994: TKKG Folge 89, Feind aus der Vergangenheit (als Susanne Carsten)
- 1995: Die drei ??? Folge 61, Und Die Rache Des Tigers (als Kundin)
- 1995: Die drei ??? Folge 62, Spuk im Hotel (als Mrs. Hartford)
- 1997: Die drei ??? Folge 75, Die Spur des Raben (als Nora Sethons)
- 1998: TKKG Folge 107, Lösegeld für einen Irrtum (als Susanne Carsten)
- seit 1999: Bob der Baumeister (alle Folgen als Frau Breitenbach)
- 2001: TKKG Folge 120, Bei Anruf Angst (als Gerda Jahn)
- 2002: TKKG Folge  130, Die gefährliche Zeugin verschwindet (als Ottilie)
- 2007: Lady Bedfort: und das Haus an der Witwenkreuzung (Folge 2) (als Mrs. Miller)
- 2007: Lady Bedfort und der letzte Gast (Folge 4) (als Mrs. Miller)
- 2009: Lady Bedfort: und das Möderspiel Teil 1 und 2 (Folge 19 und 20) (als Helen Miller)
- 2010: Titania Special: Alice im Wunderland (als Köchin)
- 2010: Gruselkabinett: Northanger Abbey Teil 1, Folge 40 (als Mrs. Allen)
- 2010: Gruselkabinett: Das Haus des Richters (Folge 43) (als Claire Witham)
- 2013: Geisterjäger John Sinclair: Ein Leben unter Toten, Folge 83 (als Martha Sheperd)
- 2014: Gruselkabinett: Heimgekehrt (als Tante Marilyn)
- 2015: Die drei ??? Folge 176 und der gestohlene Sieg (als Beatrice)
- 2016: Gruselkabinett: Heimweh (als Tante Marilyn)
- 2017: TKKG Folge 200 Der Große Coup (als Susanne Carsten)
- 2022: TKKG Folge 221, Raubzug helfen Ahnungslose (als Susanne Carsten)
- 2022: Fünf Freunde Folge 146, Die Verdächtige Fahrradbotin (als Pflegerin)